# 阮光民
阮光民（1973年05月1日—），臺灣漫畫家。出生於雲林縣斗六市，畢業於中國科技大學空間設計學系。創作多部漫畫，代表作《東華春理髮廳》以及《用九柑仔店》，皆有改編成電視劇。

## 經歷
●	1997年 進入賴有賢漫畫工作室
●	2011年 法國香貝里 臺灣漫畫交流
●	2012年 法國安古蘭 臺灣漫畫交流
●	2014年 德國法蘭克福書展
●	2016年 柏林LCB文學學會駐村
●	2018年 法國安古蘭 臺灣漫畫交流
●	2018年 紐約參展 臺灣漫畫交流
●	2018年 德國巡迴簽書
●	2018年 馬來西亞書展
●	2018年 韓國釜山參展
●	2019年 韓國釜山參展
●	2019年 用九柑仔店 影視化

## 得獎
- 1998年 長鴻新人獎[1]
- 2000年 大然新人獎
- 2006年 國立編譯館優良漫畫第一名
- 2006年 年度劇情漫畫獎佳作
- 2009年 第一屆國家出版獎 佳作
- 2009年 劇情漫畫 首獎
- 2011年 國家教育研究院優良漫畫獎 優勝
- 2012年 行政院文化部金漫獎 第三屆 一般漫畫類獎 優勝
- 2013年 行政院文化部金漫獎 第四屆 一般漫畫類獎 佳作
- 2014年 新竹內灣夢之鐵動漫原創大賽首獎
- 2015年 行政院文化部金漫獎 第六屆 青年漫畫獎
- 2017年 行政院文化部金漫獎 第八屆 青年漫畫獎/年度漫畫大獎
- 2020年 行政院文化部金漫獎 第十一屆 年度漫畫獎
- 2020年 日本外務省主辦第14屆日本國際漫畫賞名單「天橋上的魔術師圖像版：阮光民卷」優秀獎（銀獎）
- 2024年 行政院文化部金漫獎 第十五屆 年度漫畫獎/金漫大獎

## 作品
- 2001年 創作四格漫畫《急診室的春天》（於PCHOME連載）
- 2001年 創作四格漫畫《小妮日記》（於中國大陸新浪網連載）
- 2002年 連環漫畫《寄禪大師傳》（佛光山）
- 2002年 《名揚四海》漫畫版（導演蔡岳勳）
- 2002年 《平民總統阿扁》（共5冊，尖端出版）
- 2004年 《光與闇》（GO漫畫創意誌連載）
- 2006年 《阿吉的智慧財產秘笈》（智慧財產局）
- 2006年 《刺客列傳》
- 2006年 《It's My Way》
- 2008年 《阿吉的智慧財產秘笈2》（智慧財產局）
- 2008年 《小來的家鄉》（國立自然科學博物館出版）
- 2009年 《微軟18同仁》
- 2009年 《東華春理髮廳》原著
- 2010年 《展昭比武招親》（大塊文化 經典3.0 效忠與任俠）
- 2011年 《幸福調味料》
- 2011年 CCC創作集《森榮歲月》（上、下）
- 2012年 《天國餐廳》
- 2014年 《夏風吹來的嫁衣》（短篇）
- 2015年 comico連載《It's My Way》
- 2016年 《用九柑仔店》《警賊》
- 2017年 《鐵道奏鳴曲》
- 2017年 《阮是漫畫家》(大塊出版社)
- 2019年 《天橋上的魔術師》(新經典文化)
- 2020年 《九天少年1》(原動力文化)
- 2021年 《東華春理髮廳1、2》(遠流出版社)
- 2021年 《獵人們》(目宿媒體)
- 2022年 《九天少年2》(原動力文化)
- 2022 年 改編賴和短篇小說《一桿秤仔》(前衛出版)
- 2023年 《東華春理髮廳3》(遠流出版社)
- 2024年 改編龍瑛宗作品《植有木瓜樹的小鎮》(前衛出版)

## 腳注
1. ↑  長鴻新人獎得獎當時的體驗，請參考阮光民「【自說自畫】得獎，燈下幾秒鐘 （页面存档备份，存于）」（2017年7月5日聯合報D2版 繽紛）

## 外部連結
- 快樂生活王-藝想空間-漫畫家阮光民專訪 （页面存档备份，存于）
- 王貽興看阮光民《幸福調味料》 （页面存档备份，存于）